# Marshalløernes flag
Marshalløernes flag blev taget i brug den 1. maj 1979, da staten fik selvstyre. 

## Betydning
Den blå farve symboliserer Stillehavet, som Marshalløerne ligger i. Det diagonale bånd fra venstre hjørne forneden til højre hjørne foroven skal forestille ækvator, hvor den orange stribe repræsenterer Ralik kæden eller solnedgang og mod, og den hvide stribe repræsenterer Ratak-kæden eller solopgang og fred. Stjernen symboliserer selve øgruppen der ligger lige nord for ækvator, mens de fire længste stråler repræsenterer det kristne kors, idet majoriteten af Marshalløernes indbyggere er kristne. Stjernens 24 punkter symboliserer de 24 valgkredse i Marshalløerne.